# Arteria radial
La arteria radial es una arteria del antebrazo que se origina como rama de bifurcación externa de la arteria humeral.

## Ramas
Ramas colaterales:
- Arteria recurrente radial anterior.
- Arteria transversa anterior del carpo.
- Arteria radio palmar.
- Arteria dorsal del pulgar.
- Arteria dorsal del carpo.
- Rama para el primer segmento del músculo interóseo dorsal.

Rama terminal:
- Rama que contribuye a formar el arco palmar profundo.

## Trayecto
Comienza en la división de la arteria humeral, aproximadamente un centímetro por debajo de la flexura del codo, y pasa a lo largo de la cara radial del antebrazo hacia la muñeca, donde es fácilmente palpable en el espacio comprendido entre el tendón del músculo palmar mayor medialmente y el tendón del músculo supinador largo lateralmente (canal del pulso). Luego se inclina hacia atrás y rodea la cara lateral del carpo, dirigiéndose hacia el extremo proximal del espacio comprendido entre el primero y segundo metacarpianos, donde se desvía por dentro de las dos cabezas del primer músculo interóseo dorsal, entrando en la palma de la mano.

## Relación con otras estructuras
En la muñeca se relaciona con el ligamento lateral de la muñeca, los tendones del músculo abductor largo del pulgar y extensor corto del pulgar, los huesos escafoides y trapecio y el tendón del músculo extensor largo del pulgar. En el espacio comprendido entre los dos extensores del pulgar está cruzada por el origen de la vena cefálica y por los ramos digitales del nervio radial, que van al pulgar y al dedo índice.
Se encuentra entre el músculo supinador largo y el pronador redondo y el palmar mayor.

## Distribución
Se distribuye hacia el antebrazo, muñeca y mano.